# Emilio Pettoruti
Emilio Pettoruti (La Plata, 1 oktober 1892 - Parijs 16 oktober 1971) was een Argentijnse kunstschilder.

## Biografie
Pettoruti studeerde kunst in Buenos Aires, een stad die aan het begin van de twintigste eeuw een dynamische bloei van intellectuele activiteit doormaakte. De kunst van Pettoruti werd beïnvloed door het beeld van de moderne stad met zijn geometrische en verticale patronen. Het thema verticaliteit komt steeds terug in zijn schilderijen.
In 1913 verhuisde Pettoruti naar Florence in Italië, waar hij de meesterwerken uit de middeleeuwen en de renaissance bestudeerde, met bijzondere aandacht voor Giotto, Beato Angelico en Masaccio. Tijdens zijn verblijf in Florence kwam hij in contact met futuristische groepen. 
In 1927 werd hij benoemd tot directeur van het Provinciaal Museum voor Schone Kunsten van La Plata. Een van Pettoruti's terugkerende thema's in deze periode waren muzikanten en harlekijnen, alleen of in groepen afgebeeld. Hij beelde vooral muzikanten af die werden geassocieerd met de tangocultuur die typerend is voor Argentinië.
- Bibliothèque nationale de France: cb150641141 (data)
- Gemeinsame Normdatei: 120918161
- International Standard Name Identifier: 0000 0001 1559 9325
- Library of Congress Control Number: n82045334
- Réseau des bibliothèques de Suisse occidentale: 02-A003687898
- RKD-Nederlands Instituut voor Kunstgeschiedenis: 62998
- SNAC: w68636j5
- Système universitaire de documentation: 147497175
- Union List of Artist Names: 500000946
- Virtual International Authority File: 10689075
- WorldCat: E39PBJw8T67FVCt9xFvtR84wmd